# Крушение на станции Бекасово-I
Крушение на станции Бекасово I с участием двух пригородных электропоездов и путевой щебнеочистительной машины произошло 7 июля 1998 года в Наро-Фоминском районе Московской области . В результате происшествия погибли четыре человека, трое получили ранения.
Из 15 крушений, аварий и столкновений, произошедших в 1998 году на российских железных дорогах, МЧС РФ выделяет данную катастрофу как крупную чрезвычайную ситуацию.

## Обстоятельства
В ночь с 6 на 7 июля 1998 года на перегоне Селятино — Бекасово I Киевского направления Московской железной дороги Московско-Киевская дистанция пути под руководством начальника дистанции Д. П. Андрюшина производила плановый средний ремонт I главного пути с использованием щебнеочистительной машины тяжёлого типа ОТ-400К № 144. Щебнеочистительной машиной управляла локомотивная бригада Московско-Киевской дистанции пути Московско-Смоленского отделения в составе машиниста Искова А. Е., помощников машиниста Искова В. Е. и Лотарева Ю. Г. (двое первых — родные братья). ОТ-400К № 144 имела поездную радиостанцию, но не была оборудована приборами безопасности движения (скоростемером, АЛСН). По завершении работ на перегоне по очистке щебня, ОТ-400К № 144 в 4 часа 18 минут прибыла на 4-й путь станции Бекасово I. Предполагалось в тот же день отправить щебнеочистительную машину на станцию Селятино, где должна была быть произведена смена локомотивных бригад. С разрешения поездного диспетчера (ДНЦ) Р. В. Ахроменко, дежурная по станции Бекасово I И. Е. Овчинникова должна была отправить машину ОТ-400К № 144 своим ходом из Бекасово I по II главному пути на станцию Селятино как хозяйственный поезд № 5206 следом за пригородным поездом № 6406. Пригородный поезд № 6406 следовал по 5-й ветви из парка «Б» станции Бекасово-Сортировочное Большого кольца МЖД на узловую станцию Бекасово I, где он должен был перейти на II главный путь и далее следовать по этому пути по главному ходу Киевского направления через Селятино на Киевский вокзал Москвы. 7 июля 1998 года пригородный поезд № 6406 Бекасово-Сорт. — Москва-Пассажирская-Киевская обслуживался электропоездом ЭР2-1104, состоявшим из 10 вагонов.
После подготовки маршрута пригородному поезду № 6406 и открытия выходного светофора ЧС с 5-й ветви на II главный путь И. Е. Овчинникова вызвала по радиосвязи А. Е. Искова и предупредила, что разрешает отправление с 4-го пути поезда № 5206 в составе самоходной щебнеочистительной машины по разрешающему показанию (два жёлтых огня) маршрутного светофора и движение до красного сигнала выходного светофора ЧГ в сторону Москвы. Выходной светофор ЧГ в сторону Москвы в Бекасово I расположен в 130 метрах перед стрелкой, через которую осуществляется перевод поездов с 5-й ветви с Большого кольца на II главный путь Киевского направления. Щебнеочистительная машина должна была проследовать на II путь до выходного светофора ЧГ, остановиться перед запрещающим красным сигналом этого светофора, пропустить движущийся с 5-й ветви на II путь поезд № 6406 и, дождавшись зелёного сигнала светофора ЧГ, проследовать по II пути перегона Бекасово I — Селятино вслед за 6406-м поездом.
В 6 часов 10 минут ОТ-400К № 144 была отправлена с 4-го пути станции Бекасово I по разрешающему показанию маршрутного светофора при закрытом выходном светофоре ЧГ в сторону Москвы. Начав движение, члены локомотивной бригады самоходной щебнеочистительной машины завели разговор на постороннюю тему, вследствие чего отвлеклись от наблюдения за движением и сигналами выходного светофора ЧГ.

## Крушение
В 6 часов 16 минут из-за отвлечения локомотивной бригады от наблюдения за сигналами ОТ-400К проезжает запрещающий выходной сигнал ЧГ, продолжив движение в сторону соединяющей 5-ю ветвь и II путь стрелки, и врезается в бок предпоследнего вагона двигавшегося с 5-й ветви на II путь со скоростью около 30 км/час электропоезда № 6406. Члены локомотивной бригады щебнеочистительной машины заметили приближение к электропоезду в самый последний момент, когда избежать столкновения поездов было уже невозможно. Машинист электропоезда, почувствовав внезапный толчок, сразу же применил экстренное торможение. Результатом столкновения стал сход с рельсов двух последних вагонов электропоезда ЭР2-1104 и самоходной щебнеочистительной машины, которую отбросило влево.
Будучи отброшенной влево от II пути, ОТ-400К оказалась при этом в габарите I главного пути, по которому со стороны Москвы к месту аварии на скорости около 80 км/час приближался пригородный электропоезд № 6401 Апрелевка — Нара (состав ЭР2-1117, 10 вагонов) под управлением локомотивной бригады депо Апрелевка в составе машиниста Д. А. Тихонова и помощника машиниста Г. П. Борискина. Хотя члены локомотивной бригады двигавшегося из Москвы электропоезда и увидели внезапно оказавшуюся на I пути щебнеочистительную машину, избежать столкновения было уже невозможно, так как расстояние между ОТ-400К и ЭР2-1117 было меньше тормозного пути электропоезда. Быстро осознав неизбежность лобового столкновения, машинист поезда № 6401 приказал помощнику покинуть кабину и бежать в пассажирскую часть вагона, а сам остался на рабочем месте и применил экстренное торможение.
В результате второго столкновения из железнодорожной колеи было выбито четыре головных вагона электропоезда ЭР2-1117, три из которых, сильно покорёженные, улетели с насыпи в торфяное болото, имеющее глубину около 1,5 метров, головной вагон электропоезда ЭР2-1117 загорелся. Если первое столкновение обошлось без человеческих жертв, то второе привело к смерти четырёх человек: обоих членов локомотивной бригады электропоезда № 6401 (машинист Тихонов скончался на месте, помощник машиниста Борискин был серьёзно травмирован и умер по дороге в больницу), пассажира электропоезда № 6401 Коровникова и помощника машиниста ОТ-400К Лотарева, который, покинув щебнеочистительной машину сразу после первого столкновения, оказался в итоге в месте завала вагонов электропоезда ЭР2-1117. Все погибшие были жителями города Балабаново Калужской области. В Балабанове проживали и не пострадавшие ни при первом, ни при втором столкновении братья Исковы.
Прибывшие вскоре спасатели обнаружили на месте крушения получившего серьёзные травмы Борискина и тела двух мужчин. Один из погибших был на месте опознан как Лотарев. Тело же второго было сильно обезображено, а так как погибший не имел при себе документов и был обнаружен в головном вагоне электропоезда ЭР2-1117, то спасатели решили, что погибший — машинист Тихонов. От дальнейших поисков погибших спасатели в тот день отказались, так как не имели необходимого в условиях болота снаряжения для работы в воде. Из-за того, что найденный 7 июля в головном вагоне электропоезда труп был записан как «машинист Тихонов», через телеграмму МПС в прессе распространилась информация о том, что жертв среди пассажиров электропоездов нет. То, что второй труп принадлежит не Тихонову, а одному из пассажиров электропоезда № 6401, выяснится только спустя несколько суток, — после того как 10 июля разбиравшие искорёженный головной вагон электропоезда ЭР2-1117 рабочие найдут тело ещё одного погибшего, одетого в форменную железнодорожную рубашку с удостоверением машиниста в кармане.
В результате двойного столкновения самоходная щебнеочистительная машина ОТ-400 № 144 и 6 вагонов электропоездов получили серьёзные повреждения (ЭР2-111709, 213002, 111707, 111708, 110401, 110404), причём три из этих вагонов были разбиты до степени исключения из инвентаря, а трём остальным и путевой машине требовался капитальный ремонт. Было разрушено более 150 метров железнодорожных путей, выведена из строя соединявшая II путь и 5-ю ветвь стрелка, оборваны провода цепной контактной подвески. Полный перерыв в движении поездов по I главному пути составил 11 часов 41 минуту, по II — 9 часов 48 минут.
На месте происшествия побывали замминистра путей сообщения России Юрий Герасимов и начальник Московской железной дороги Иван Паристый, возглавившие комиссию по расследованию причин катастрофы.

## Расследование, последующие события
Через трое суток после катастрофы братья Исковы были задержаны и помещены в СИЗО «Матросская тишина». Обоим было предъявлено обвинение в совершении преступления, предусмотренного частью 3 статьи 263 УК РФ.
В результате проведённых экспертиз было установлено, что путевая машина ОТ-400 № 144 перед столкновением с электропоездом была полностью исправна. Расположенный перед тем местом, где соединяются II-й путь и 5 ветвь, выходной светофор ЧГ также находился в рабочем состоянии. Показания данного светофора были отчётливо различимы на расстоянии до 400 метров, что соответствовало установленным нормативам. Следствие пришло к выводу, что единственной причиной произошедшей катастрофы явилось нарушение требований в области транспортной безопасности со стороны членов локомотивной бригады путевой машины ОТ-400К № 144.
Следственные действия продолжались до середины ноября 1998 года, после чего дело было передано в суд присяжных. В ходе судебного заседания братья Исковы полностью согласились с выводами экспертов и признали предъявленное им обвинение. В качестве причины проезда на запрещающий сигнал светофора обвиняемые назвали «усталость», так как перед этим они работали всю ночь.
26 января 1999 года суд присяжных Мособлсуда признал братьев Анатолия и Владимира Исковых виновными в нарушении правил безопасности движения и эксплуатации железнодорожного транспорта, повлекшем по неосторожности смерть четырёх человек, крушение поездов, а также иные тяжкие последствия в виде существенного нарушения графика движения поездов, значительного повреждения подвижного состава и вынужденных затрат в связи с ликвидацией последствий столкновения. Признав братьев Исковых виновными, присяжные, однако, указали, что подсудимые заслуживают особого снисхождения, учитывая их чистосердечное признание, раскаяние и положительные характеристики с места работы. Гособвинитель, прокурор следственного управления Московской транспортной прокуратуры Геннадий Ушаков, отметил, что судят не насильников и убийц, а людей, допустивших роковую ошибку, и потребовал приговорить Анатолия Искова к 3 годам и 11 месяцам лишения свободы, а Владимира — к 3 годам и 6 месяцам. Кроме того, был предъявлен иск к братьям о возмещении ими ущерба на 1,5 миллиона рублей.
28 января 1999 года решением судьи Мособлсуда Анатолий Исков был приговорён к 3,5 годам лишения свободы с отбыванием наказания в колонии-поселении, Владимир Исков — к 3 годам лишения свободы с отбыванием наказания в колонии-поселении. Также братья должны были возместить в общей сложности 9 тысяч рублей судебных издержек.
После крушения в Бекасово I МПС РФ было принято решение оборудовать весь парк специального самоходного подвижного состава (ССПС) приборами безопасности. Оснащение парка ССПС приборами безопасности было произведено в течение двух последующих лет.

## Дальнейшая судьба электропоездов
Вагоны ЭР2-110401, 111707, 111709 не подлежали ремонту и были списаны в 1999 году. Остальные вагоны были отремонтированы, и оба электропоезда после ремонта и переформирования продолжили эксплуатацию в депо Апрелевка.

### ЭР2-1104
Вагон ЭР2-110402 в 2003 году использован ЗАО «Спецремонт» при постройке вагона ЭМ4-00104. Вагоны ЭР2-110403 и 110406 в 2002 году переданы в депо Москва-2, где эксплуатировались в качестве резервных, а в 2003 году использованы ЗАО «Спецремонт» при постройке вагонов ЭМ4-00403-00404. Вагоны ЭР2-110405, 110407, 110408, 110410 продолжали эксплуатироваться в депо Апрелевка, в начале 2000-х годов секция ЭР2-110405-110408 работала в составе ЭР2-1151, секция ЭР2-110407-110410 работала в составе ЭР2-1050. Отставлены под списание в 2007 году. Вагоны 110404, 110405, 110407, 110408, 110410 в марте 2007 г. Вагон ЭР2-110409 работал в составе ЭР2-1160 вместо сгоревшего вагона ЭР2-116001, а с 2004 года в составе ЭР2-1117 вместо разбитого вагона ЭР2-111709. С ним же летом 2005 года отправлен на Московский ЛРЗ, где использован ЗАО «Спецремонт» при постройке вагона ЭМ4-01401.

### ЭР2-1117
Вместо вагона ЭР2-111709 с 2004 года постоянно работал вагон ЭР2-110409.
Летом 2005 года отправлен на Московский ЛРЗ, где использован ЗАО «Спецремонт» при постройке электропоездов ЭМ.
На его базе построены вагоны ЭР2-111701 — ЭМ4-01409, ЭР2-111702 — ЭМ4-01410, ЭР2-111703 — ЭМ4-01503, ЭР2-111704 — ЭМ4-01504, ЭР2-111705 — ЭМ4-01505, ЭР2-111706 — ЭМ4-01506, ЭР2-111710 — ЭМ4-01402.

## Память
На месте крушения был установлен памятник погибшей локомотивной бригаде электропоезда № 6401.